# Zone rouge

Kriegszerstörte Gebiete in Nord- und Ost-Frankreich nach dem Ersten Weltkrieg (Grenzen von 1914)

Als Zone rouge (deutsch Rote Zone) werden in Frankreich die Gebiete bezeichnet, in denen sich die Hauptkampfzonen des Ersten Weltkrieges befanden. Dort fanden die großen Material- und Abnutzungsschlachten statt. Zum Teil wurden diese Gebiete vollständig verwüstet und die Landschaft glich nach dem Krieg einer Mondlandschaft, die von Granattrichtern und Schützengräben durchzogen war. Noch heute ist das Betreten dieser Gegenden teilweise gefährlich, da sich noch viele Munitions- und Giftgasreste im Boden befinden.

## Die Westfront im Ersten Weltkrieg

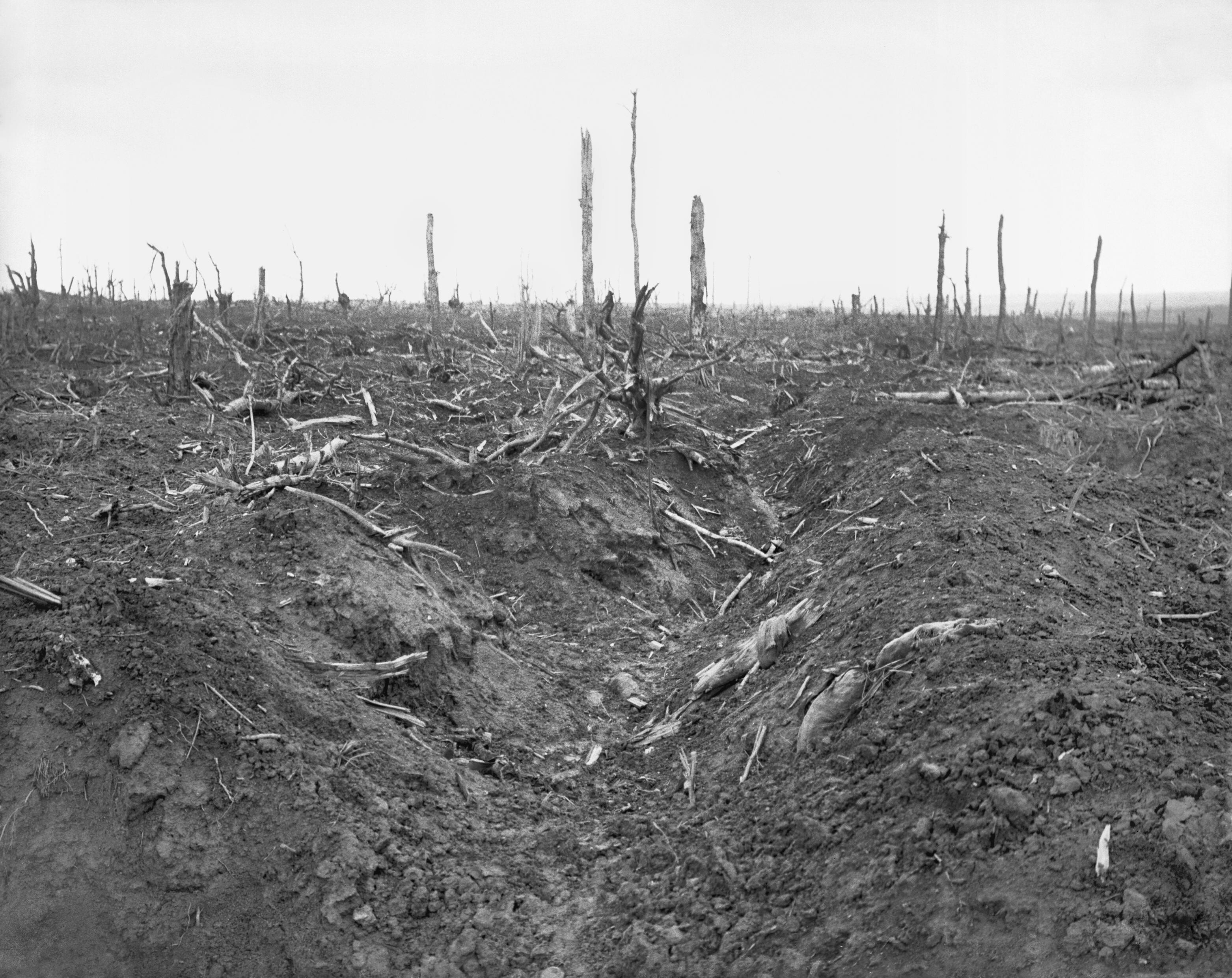
Der Wald von Delville nahe Longueval 1916 nach der Schlacht an der Somme

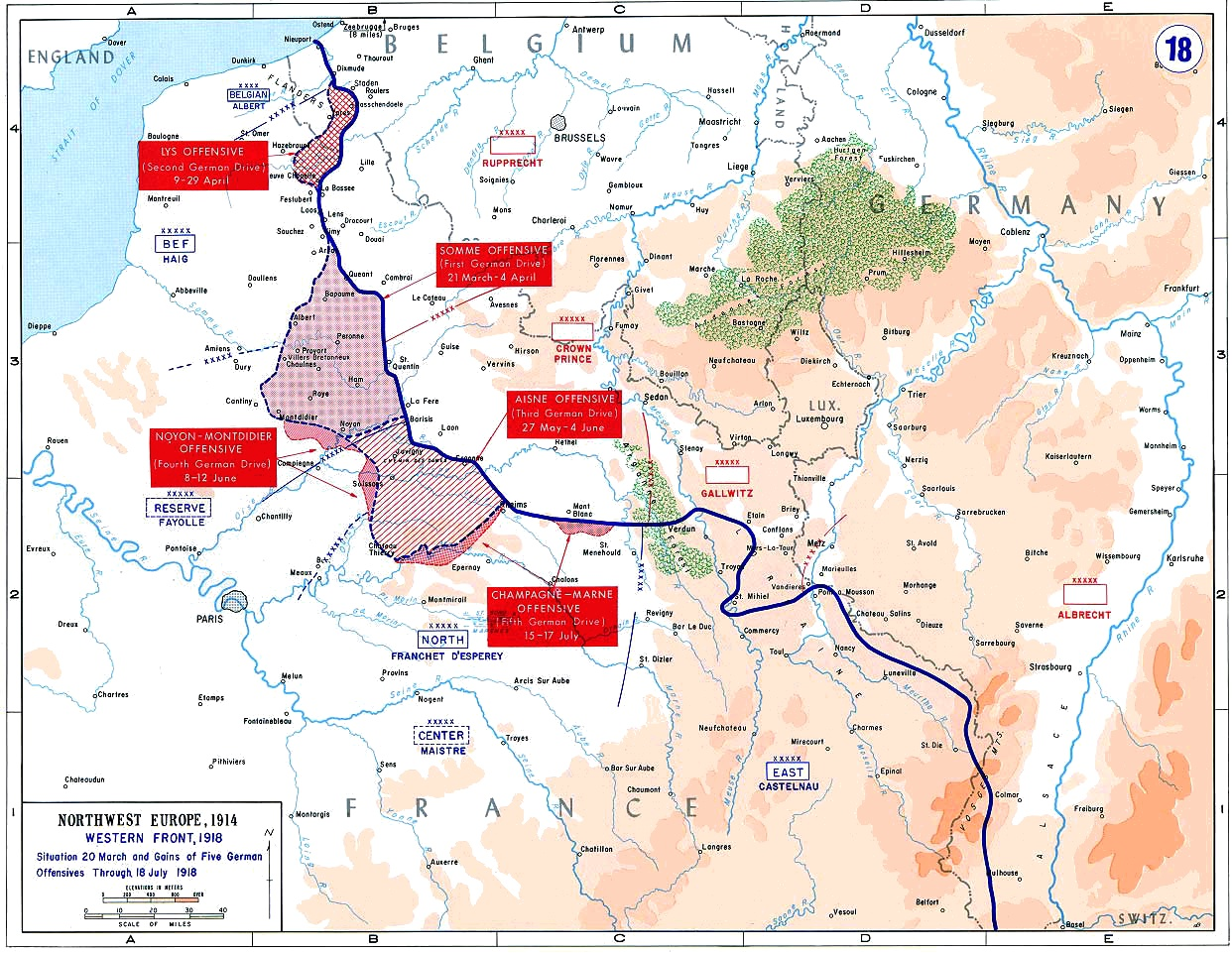
Die Westfront während der deutschen Frühjahrsoffensive 1918

Nach Ausbruch des Krieges konzentrierte sich die deutsche militärische Planung gemäß dem Schlieffen-Plan auf die schnelle Niederwerfung Frankreichs, was jedoch misslang. Nach Anfangserfolgen blieb der deutsche Angriff etwa 50 km vor Paris stecken (Schlacht an der Marne) und erstarrte zum Stellungskrieg. Die Millionenheere der kriegführenden Staaten (an der Westfront im Wesentlichen das Deutsche Reich und auf Seiten der Alliierten Frankreich, das Britische Empire, Belgien und seit 1917 auch die Vereinigten Staaten) lagen einander in schwer befestigten Stellungen gegenüber. Von beiden Seiten wurde versucht, mittels massiven Einsatzes von Artillerie sowie neuartiger Waffen wie Giftgas oder Panzer, die einen Überraschungseffekt erzielen sollten, den Durchbruch durch die Linien des Gegners zu erzielen. Letztlich waren diese Versuche jedoch weitgehend erfolglos. In den großen Schlachten in der Champagne (1915), bei Verdun (1916), an der Somme (1916), bei Cambrai und bei Arras (1917) fielen hunderttausende Soldaten auf beiden Seiten, die Frontlinie bewegte sich dadurch jedoch allenfalls um wenige Kilometer und erstarrte dann wieder (Stellungskrieg). Die einzigen Ausnahmen blieben die große deutsche Frühjahrsoffensive im letzten Kriegsjahr 1918, die einen breiten Frontdurchbruch erzielte, jedoch bald am alliierten Widerstand und aufgrund der totalen Erschöpfung des deutschen Heeres zusammenbrach, sowie die am 8. August 1918 beginnende Hunderttageoffensive der Alliierten. Wenige Monate nach diesem Wendepunkt war der Krieg zu Ende und die deutschen Armeen räumten nach dem Waffenstillstand von Compiègne (unterzeichnet am 11. November 1918) die besetzten Gebiete.

## Kriegsschäden

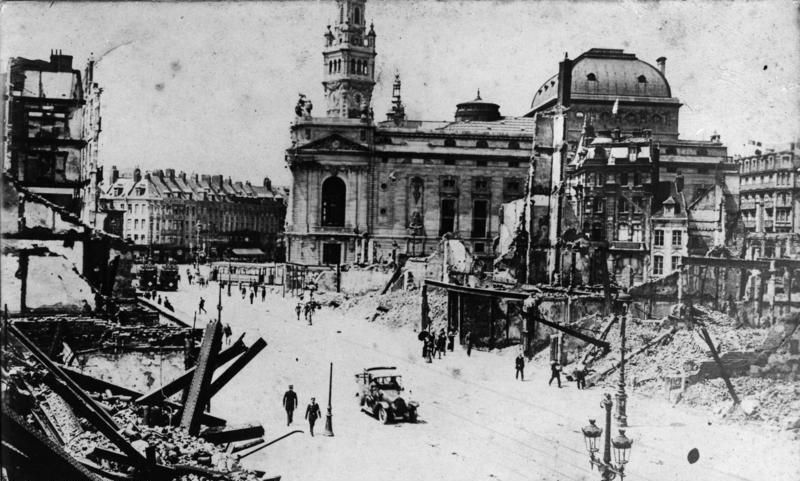
Kriegsschäden in Lille

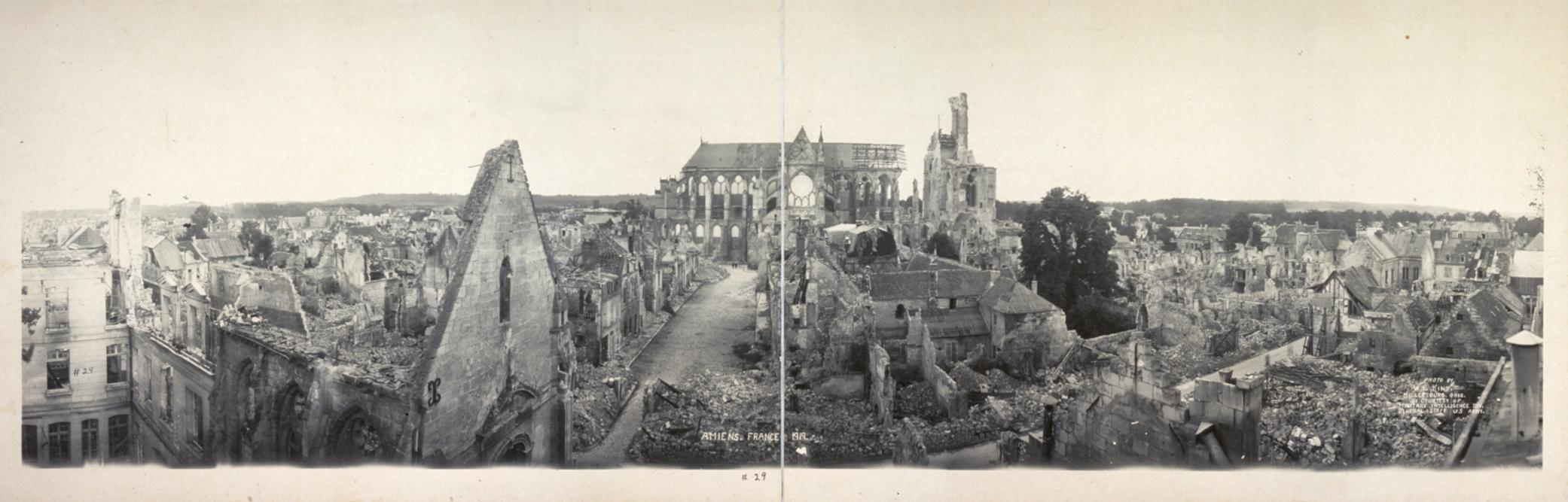
Das kriegszerstörte Soissons 1919

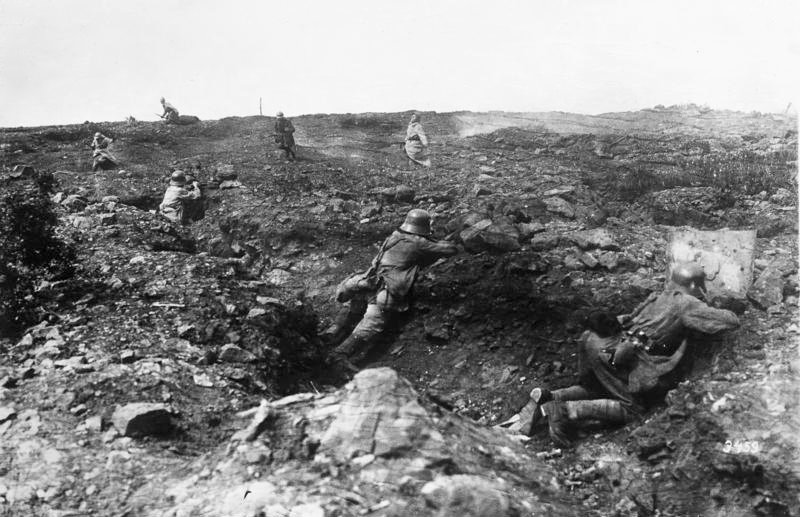
Nahkampf zwischen deutschen und französischen Soldaten, dahinter das verwüstete Niemandsland

Der Krieg an der Westfront fand überwiegend auf französischem und belgischem Boden statt. Nur für wenige Wochen im ersten Kriegsjahr während der französischen Offensive im südlichen Elsass und in Lothringen (damals Reichsland Elsaß-Lothringen) kam es zu Kriegshandlungen auf deutschem Boden. Die französischen Truppen wurden aber wieder zurückgedrängt und nur ein kleiner Teil des südlichen Elsass blieb bis Kriegsende unter französischer Kontrolle. Die Kriegszerstörungen in Frankreich waren enorm. Ganze Landschaften waren durch den zermürbenden Stellungskrieg und Artilleriebeschuss regelrecht umgepflügt und zahlreiche Dörfer dem Erdboden gleichgemacht worden. Viele Städte waren durch Artilleriebeschuss oder Luftangriffe schwer getroffen. Die Infrastruktur (Straßen, Brücken, Eisenbahnen) ganzer Regionen war zerstört. Das französische Ministerium für die befreiten Gebiete (Ministère des Régions libérées) teilte die Gebiete nach dem Grad ihrer Zerstörung in drei Zonen ein: Zones vertes (grüne Zonen) mit nur moderaten Schäden, Zones jaunes (gelbe Zonen) mit schwereren Schäden und die Zones rouges (rote Zonen), die den eigentlichen Hauptkampfgebieten entsprachen.
Die ersten Maßnahmen zur Beseitigung der Kriegsschäden umfassten die Beseitigung von Munitionsresten, was häufig durch deutsche Kriegsgefangene geschah, sowie die Bergung von menschlichen Überresten, die dann auf großen Soldatenfriedhöfen wie z. B. dem Beinhaus von Douaumont bei Verdun beigesetzt wurden. Viele zerstörte Dörfer wurden nicht wieder aufgebaut. Vielerorts wurden verwüstete Gebiete aufgeforstet. Im Arrondissement Châlons-en-Champagne wurde ein großes Areal bei Suippes zum Truppenübungsplatz Mourmelon (Camp de Châlons) umgewidmet. Ein besonderes Problem war die Kontamination durch Giftgasgranaten und Munitionsreste mit Schwermetallen; auf eine erneute landwirtschaftliche Nutzung wurde häufig verzichtet.
Die Erwartung der französischen Öffentlichkeit war die, dass Deutschland für die entstandenen Schäden aufkommen sollte (L’Allemagne paiera – Deutschland wird bezahlen!). Die französischen Politiker standen unter erheblichem Druck einer aufgebrachten und nationalistisch aufgestachelten Öffentlichkeit, die ein hartes und unnachgiebiges Vorgehen gerade in der Reparationsfrage gegen Deutschland erwartete. Auf der anderen Seite wurden die schweren Kriegsschäden in Frankreich in der deutschen Öffentlichkeit nur wenig wahrgenommen, da auch hier die Zivilbevölkerung im Krieg mitgelitten hatte (allein im „Steckrübenwinter“ von 1916/17 gab es Hunderttausende zusätzlicher Todesfälle durch die katastrophale Versorgungslage), sich als Kriegsopfer fühlte und mit den wirtschaftlichen Problemen der Nachkriegszeit (Hyperinflation von 1923) beschäftigt war. Menschen, die öffentlich darauf hinwiesen, welche Schäden der Krieg auf französischem Boden hinterlassen hatte, sahen sich nationalistischen Angriffen ausgesetzt – z. B. Albert Einstein, der 1922 anlässlich seines Besuchs in Paris auch ehemalige Schlachtfelder besucht hatte.

## Heutige Situation

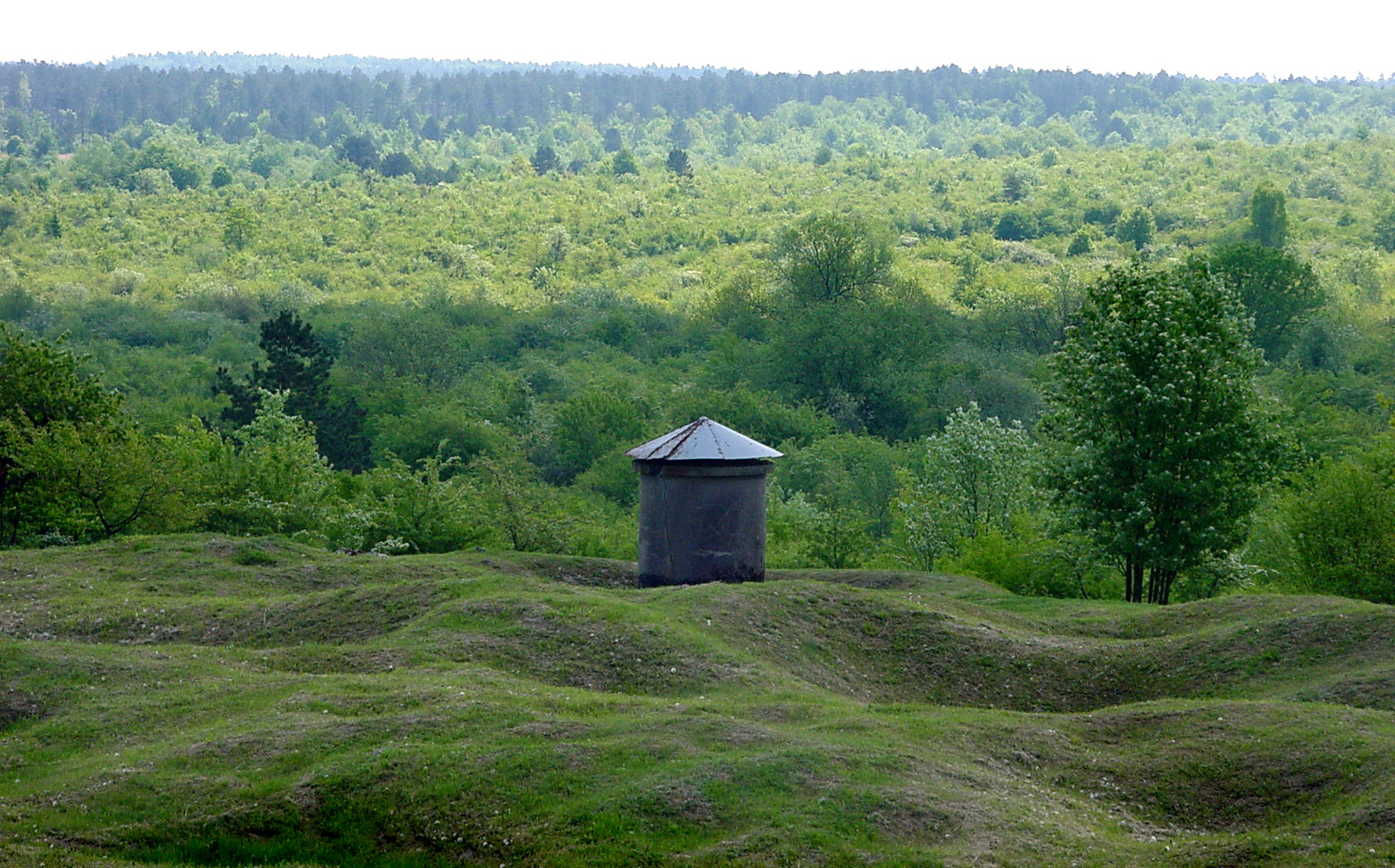
Teil des heute begrünten Schlachtfelds von Verdun

Direkt nach dem Krieg belief sich die Fläche der Zones rouges auf 178.511 ha. Nach und nach wurden immer weitere Gebiete für die menschliche Nutzung freigegeben. 1927 umfassten die Zones rouges noch 48.820 ha. Weite Teile der Zones rouges wurden aufgeforstet (Forêt de guerre), wodurch die Waldfläche beispielsweise in der Champagne deutlich zunahm.
Noch heute finden sich auf den ehemaligen Schlachtfeldern zahlreiche Überreste des damaligen Geschehens, was zum Teil auch von Militaria-Sammlern genutzt wird, die dort verbotenerweise mit Metalldetektoren nach Fundstücken suchen. Der Boden gilt zum Teil bis heute als durch Kampfmittelreste, z. B. Schwermetalle, chemisch kontaminiert.

## Spezialkarten der zerstörten Gebiete (1920)

Verdun (Sud-Ouest)
Verdun (Sud-Ouest)
Verdun (Nord-Ouest)
Bar-le-Duc (Nord-Ouest)